# 카살레키오디레노

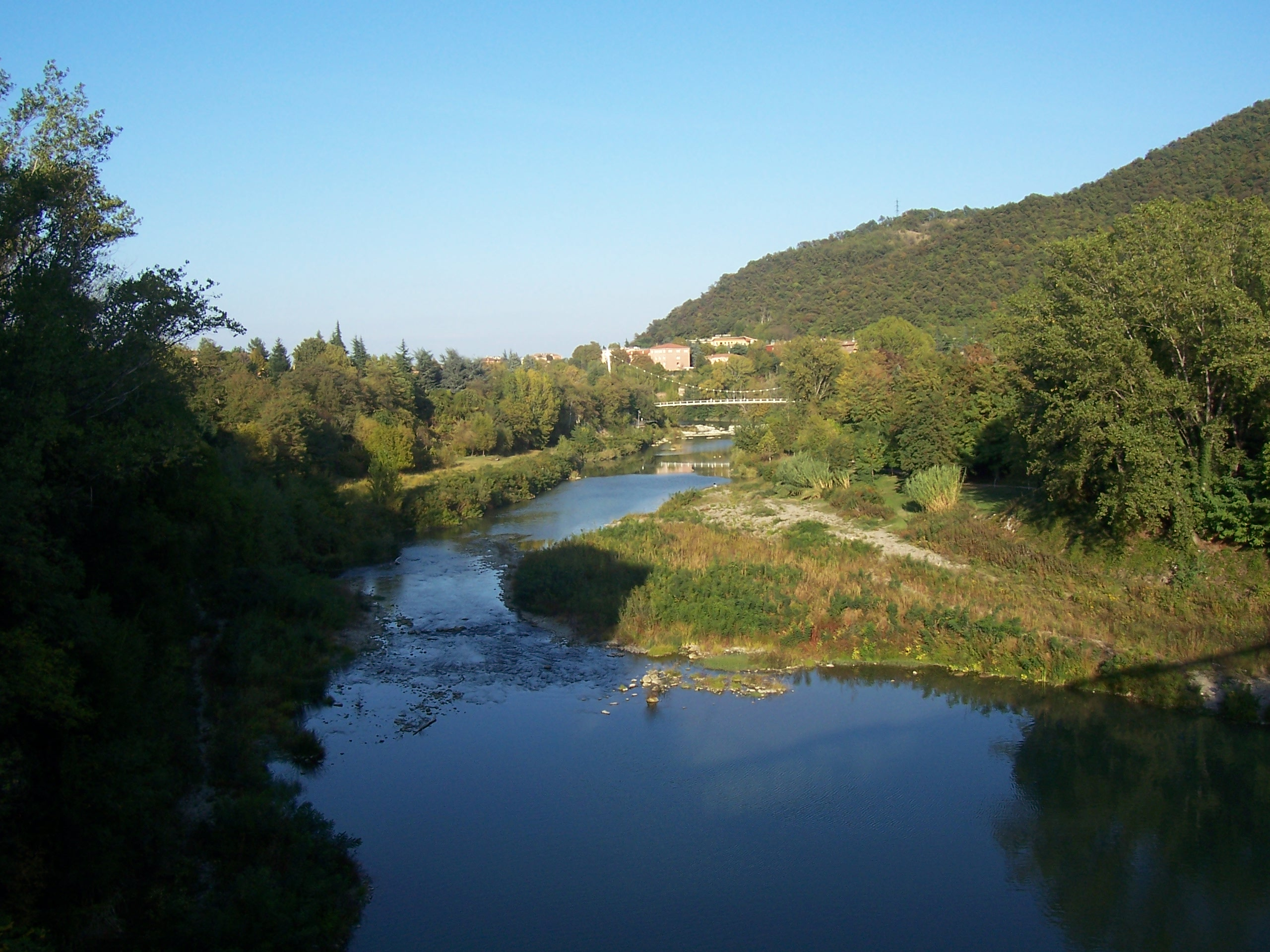
카살레키오디레노

카살레키오디레노(이탈리아어: Casalecchio di Reno)는 이탈리아 에밀리아로마냐주 볼로냐현에 위치한 코무네로 면적은 17km2, 높이는 61m, 인구는 36,233명(2014년 12월 31일 기준), 인구 밀도는 2,100명/km2이다. 빌라노바 문화의 유적이 발견된 지역 중 하나이다.

## 자매 도시
- 헝가리 파퍼
- 프랑스 로맹빌
- 슬로바키아 트렌친